# Boombox (canción)
«Boombox» es el sencillo debut de la actriz y cantante estadounidense Laura Marano. Fue lanzado el 11 de marzo de 2016 a través de Big Machine Records como el sencillo principal de su próximo álbum debut. Fue escrito por Joe Kirkland, Jason Dean, Rami Jrade y Asia Whiteacre. La canción es una canción dance-pop con elementos de electropop. Un video musical de la canción fue lanzado el 4 de abril de 2016 y tiene más de 66 millones de visitas. Ken Jeong aparece en el video musical.

## Lista de canciones
- Descarga digital

| N.º | Título    | Duración |  |
| 1.  | «Boombox» | 3:16     |  |

## Video musical
Un video musical dirigido por Cole Walliser para la canción fue lanzado el 4 de abril de 2016. El video tiene un formato de video dentro de un video y presenta al comediante Ken Jeong, interpretando al director del video, junto con su hija Zooey Jeong. En el video, Ken Jeong le muestra a Laura Marano cómo hacer la coreografía, ya que tiene problemas para interpretarla. El video ha acumulado más de 65 millones de visitas en YouTube. "Boombox" también ha sido nominado para un premio Streamy.